# Ngân hàng Lan Châu
Ngân hàng Lan Châu là một ngân hàng thương mại địa phương có tư cách pháp nhân độc lập tại tỉnh Cam Túc của Cộng hòa Nhân dân Trung Hoa. Ngân hàng có trụ sở chính tại thành phố Lan Châu. Tiền thân của công ty là Ngân hàng Hợp tác thành phố Lan Châu được thành lập vào ngày 29 tháng 6 năm 1997 (sau đó được đổi tên thành Ngân hàng Thương mại Lan Châu), được đổi tên vào năm 2008. Ngân hàng Lan Châu hiện có chi nhánh ở tất cả các thành phố và quận trong tỉnh Cam Túc.